# ハンス・クレイリー
ハンス・クレイリー（Hanns Kräly、1884年1月16日 - 1950年11月11日）は、ドイツの脚本家。

## 作品
- 黄金狂乱
- オーケストラの少女
- 裏切る唇
- 山の王者
- 接吻
- 野生の蘭
- 裏切者
- 思ひ出
- お転婆キキー
- 荒鷲
- 禁断の楽園
- ファラオの恋
- 山猫リュシュカ
- 白黒姉妹
- 寵姫ズムルン
- デセプション
- 牡蠣の王女
- 花嫁人形
- パッション
- 呪の眼
- 舞踏の花形
- カルメン
- 出世靴屋